# The Adventurous Sex
Pour plus de détails, voir Fiche technique et Distribution.
The Adventurous Sex est un film américain réalisé par Charles Giblyn, sorti en 1925.

## Synopsis
Rodney Adams passe trop de temps à entretenir et à piloter son avion, à tel point qu'il néglige sa fiancée Patricia, qui se lasse également des efforts de ses parents pour contrôler son comportement et limiter sa socialisation. Bientôt, elle se lance dans un style de vie plus indépendant qui comprend des fêtes sauvages et d'autres excès qui attirent l'attention de Victor Ashley, un aventurier beau mais lubrique. Ses interactions avec Victor aboutissent à une situation où ils se retrouvent plus tard ensemble dans une chambre d'une auberge en bordure de route. Bien que rien d'intime ne se soit produit entre les deux, Victor ment à un groupe de ses amis et à Rodney alors qu'ils arrivent à l'auberge. 
Victor leur dit qu'il a épousé Pat. Elle se précipite frénétiquement, dévastée par les circonstances qui ont sali sa réputation. Rodney, cependant, apprend bientôt la vérité de l'aubergiste, que Victor ment sur tout, Rodney commence à chercher sa fiancée, qui erre le long de la rivière Niagara à proximité. Incapable de faire face à la disgrâce, Pat tente maintenant de se suicider en se jetant à l'eau. Rodney la voit et plonge pour la sauver alors que le courant rapide l'entraîne vers les grandes chutes. Avec l'aide d'un autre pilote guidant son avion au-dessus de sa tête et abaissant une échelle de corde, Rodney parvient à sauver Pat quelques instants avant qu'elle ne s'effondre au bord des chutes.
Ils se réunissent et vivent heureux.

## Fiche technique
- Titre : The Adventurous Sex
- Réalisation : Charles Giblyn
- Scénario : Carl Stearns Clancy (en)
- Photographie : George Peters
- Pays d'origine : États-Unis
- Format : Noir et blanc - 1,33:1 - Film muet
- Genre : drame
- Date de sortie : 1925

## Distribution
- Clara Bow : Patricia Webster
- Herbert Rawlinson : Ridney Adams
- Earle Williams : Victor Ashley, l'aventurier
- Harry T. Morey : le père
- Flora Finch : la grand-mère